# Salvador Dalí (filme)
Salvador Dalí (de 1966) é um filme experimental dirigido por Andy Warhol. O filme, com trinta e cinco minutos de duração, mostra o pintor surrealista Salvador Dalí visitando a "The Factory" (o antigo estúdio de Andy Warhol em Nova Iorque) e conhecendo a banda de rock, Velvet Underground.
O filme foi filmado em abril de 1966.